# Церковь Михаила Архангела (Баку)
Церковь Михаила Архангела (азерб. Mixayil Arxangel kilsəsi) или Флотская — русская православная церковь в центре Баку на улице Заргарпалан. Церковь посвящена архангелу Михаилу. В храме служат протоиерей Мефодий Эфендиев, три священника и один диакон.

## История

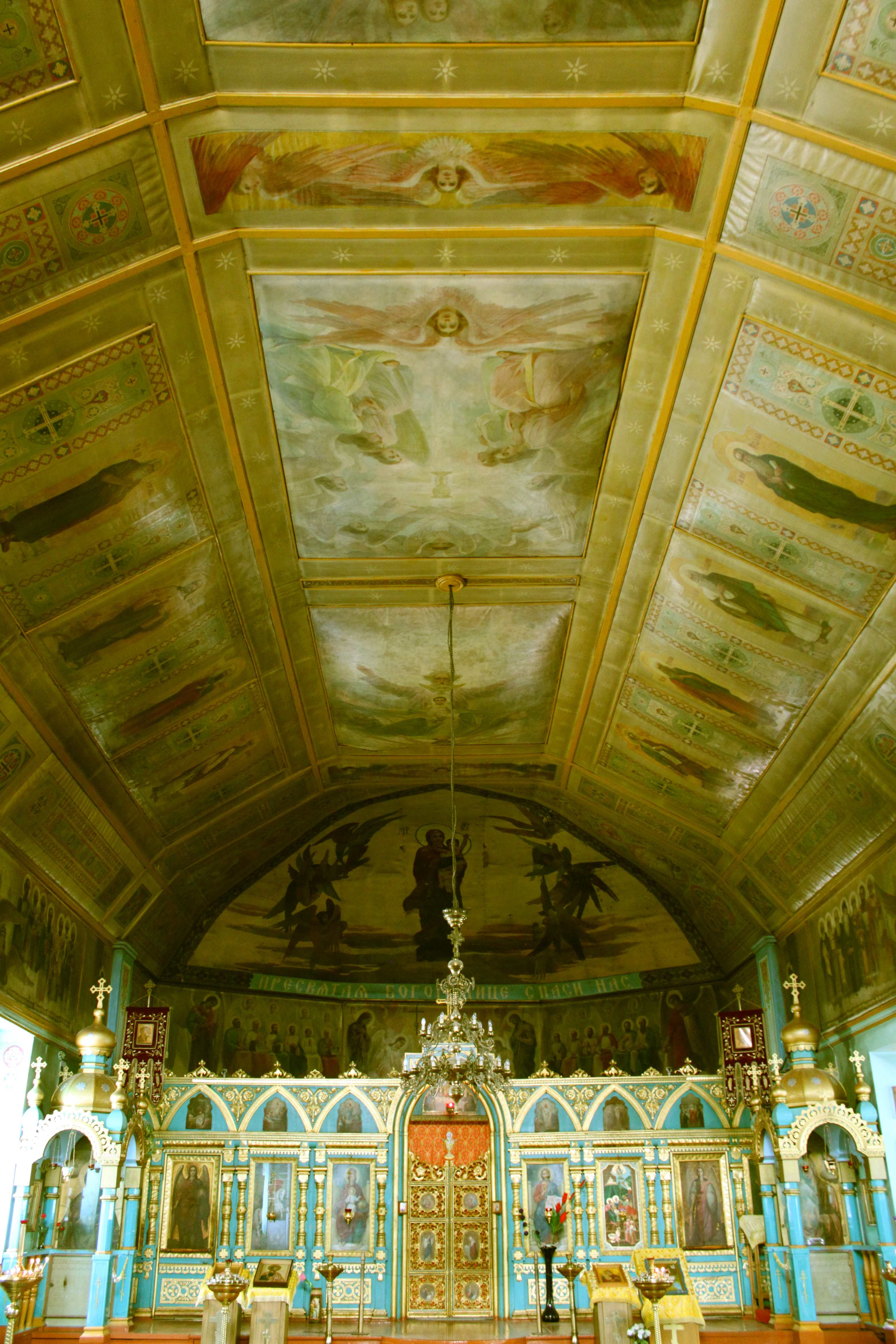
Интерьер церкви

Церковь раньше относилась к военным храмам и причислялась к Каспийской флотилии, поэтому и называлась Флотской. Хотя точная дата основания церкви неизвестна, приблизительно между 1841-1845 гг. Протоиерей Александр Юницкий в своей книге отмечает, что в 1845 году церковь уже была.
Здание выдержано в псковском архитектурном стиле, а молитвенная комната похожа на корабельную палубу.
15 августа 1873 года по приказу Александра II флотская церковь была передана военному ведомству для нужд Сальянского резервного полка, прибывшего из Ленкорани в 1868 году. В 1875 году управление церковью было передано в Управление Каспийской епархии. С ноября 1891 по ноябрь 1892 года в здании проводились ремонтные работы стоимостью 22 000 рублей. В 1906 году церковь была переименована в «Полковую — 262 Сальянского полка».
В 1936 году церковь закрыли, и там разместилось общежитие. И лишь после окончания второй мировой войны, оценив роль религии в победе над фашизмом, советское правительство возвратило здание Православной Церкви. В 1946 году храм вновь открыли для богослужения, и больше он не закрывался.
В 1966 году на святках в храме случился пожар. Протоиерей Иоанн Колодий (духовник Новосибирской епархии, служивший в те годы священником в Михайло-Архангельской церкви города Баку) вспоминал, что по делам ремонта ему пришлось поехать в Москву, где он встретился со своим одноклассником по семинарии епископом Гермогеном (Ореховым). Детство и юность Владыки Геромогена прошло в Баку, он прекрасно помнил Флотскую Михайло-Архангельскую церковь и поэтому принял самое деятельное участие в горе прихожан и духовенства храма-погорельца. Владыка сумел организовать встречу отца Иоанна со Святейшим Патриархом Алексием II, который в те годы был архиепископом Таллиннским и Эстонским, Управляющим делами Московской Патриархии. С помощью архиепископа Алексия, по благословению Святейшего Патриарха Московского и всея Руси Алексия I, для Бакинской Флотской Михайло-Архангельской церкви был передан старый иконостас одного из закрытых и снесенных московских храмов и строительные материалы.
Через много лет, 25 мая 2001 года во время своего Первосвятительского визита в Азербайджан Святейший Патриарх Московский и всея Руси Алексий II посетил Церковь Михаила Архангела восстановлению которой он способствовал, и совершил в ней молебен..